# Masada
Masada (modern hebreiska מצדה  metzadá) är en antik fästning belägen på ett nära 400 meter högt platåberg i Negevöknen 5 km väster om  Döda havets sydspets i dagens Israel. Under slutfasen av judiska kriget mot romarna tog en grupp judiska motståndsmän sin tillflykt till fästningen och höll stånd under flera års belägring. Händelsen, och dess mytologi, spelar en viktig roll i det moderna Israel.
Masada blev år 2001 listad av Unesco som kulturellt världsarv.

## Masada under antiken
Under åren 161-143 f.Kr. byggdes ett litet fort på krönet av klippan. Åren 37-34 f.Kr. lät Herodes den store bygga ett palats i ena änden av höjdplatån och såg till att resten blev väl befäst. Fästningen mäter över 700 meter från norr till söder och över 350 meter från öster till väster.
Under det judiska upproret mot det romerska styret erövrades Masada år 66 e.Kr. från romarna. År 72 började en romersk armé på 15 000 man, tionde legionen, under ledning av prokuratorn Flavius Silva att belägra fästningen där det då fanns nära 1 000 män, kvinnor och barn. Männen i fästningen tillhörde seloterna, som var en judisk gruppering med oförsonlig inställning till romarriket. När romarna år 73 slutligen kunde inta Masada fann de alla döda utom två kvinnor och fem barn som hade gömt sig djupt nere i en grotta.
Enligt den traditionella historieskrivningen som baseras till stor del på den samtida judiske historieskrivaren Josefus beskrivning i boken Det judiska kriget av Masadas belägring och erövring, valde försvararna att begå kollektivt självmord hellre än att hamna i romarnas händer. 
| ”                               | Sedan valde de med lott ut tio män som skulle dräpa resten; var och en av dem lade sig ner hos sin fru och barn på marken, och slog armarna om dem, och sedan blottade sin strupe till de som av lott utförde den melankoliska tjänsten; och när de tio hade, utan ängslan, dräpt alla, avgjorde de med lott enligt samma regel för dem själva, att den som med lott utvalts först dödade de andra nio, och sedan efter allt skulle döda sig själv. | „ |
| – Josephus i Det judiska kriget | |   |

Den traditionella historiebeskrivningen om hur de återstående judarna dräpte varandra är ifrågasatt. Ett problem med historien är hur Josefus fick information om vad som hände uppe på Masada innan alla dog, eftersom Josefus inte själv var där. Ett indicium som dock stöder Josephus berättelse är att under arkeologiska utgrävningar 1963 av Yigael Yadin hittades elva keramikbitar med olika namn på. Ett av namnen var Ben Ya'ir, som var ledare för de judiska rebellerna. Keramikbitarna kan ha varit lotterna som Josephus skrev om.

## Masada i det moderna Israel
Masada har, baserat på den traditionella heroiska historieskrivningen, blivit en symbol för det judiska motståndet mot allt främmande herravälde, bland annat svär flera förband i Israeliska armén en ed med lydelsen "Masada ska aldrig falla igen" på platsen.
I nyare forskning har andra teorier framförts beträffande orsaken till försvararnas död. I boken The Masada Myth: Collective Memory and Mythmaking in Israel hävdar professor Nachman Ben-Yehuda att tron på att försvararna begått kollektivt självmord är en del av mytologiseringen av Masada för att på så sätt skapa en nationalistisk ikon.
Skolgrupper gör utflykter till den otillgängliga klippan.

## Skiss
| Skiss över Masadas platå | Skiss över Masadas platå |
| ------------------------ | --- |
|                          | 1. Ormpassageporten. 2. bostäder. 3. bysantinsk klostergrotta. 4. östra vattencisternen. 5. bostäder. 6. mikve. 7. södra porten. 8. bostäder. 9. södra vattencisternen. 10. södra fästningen. 11. bassäng. 12. litet palats. 13. runt kolumbariumtorn. 14. mosaikverkstad. 15. litet palats. 16. litet palats. 17. bassäng. Västra palatset: 18. serviceområde. 19. bostadsområde. 20. förråd. 21. administration. 22. tanners' torn 23. västra bysantinska porten. 24. kolumbariumtorn. 25. synagoga. 26. bysantinsk kyrka. 27. kaserner. Norra palatset: 28. huvudbostäder 29. stenbrott 30. commandanthuvudkontor. 31. torn. 32. administrationsbyggnad 33. port 34. förråd 35. badhus 36. vattenport. Herodes palats: 37. övre terrassen. 38. mellersta terrassen. 39. nedre terrassen. A. Gömda ostrakon i valvet. B. Herodes tronsal. C. Färgglad mosaik. D. Romarnas angreppspunkt. E. Gömda mynt. F. Gömda ostrakon. G. Tre skelett hittade. |

## Masada i populärkulturen
TV-serien Masada - den tragiska triumfen från 1981 och TV-serien The Dovekeepers från 2001 skildrar romarnas belägring av den svårtillgängliga fästningen.

### Galleri

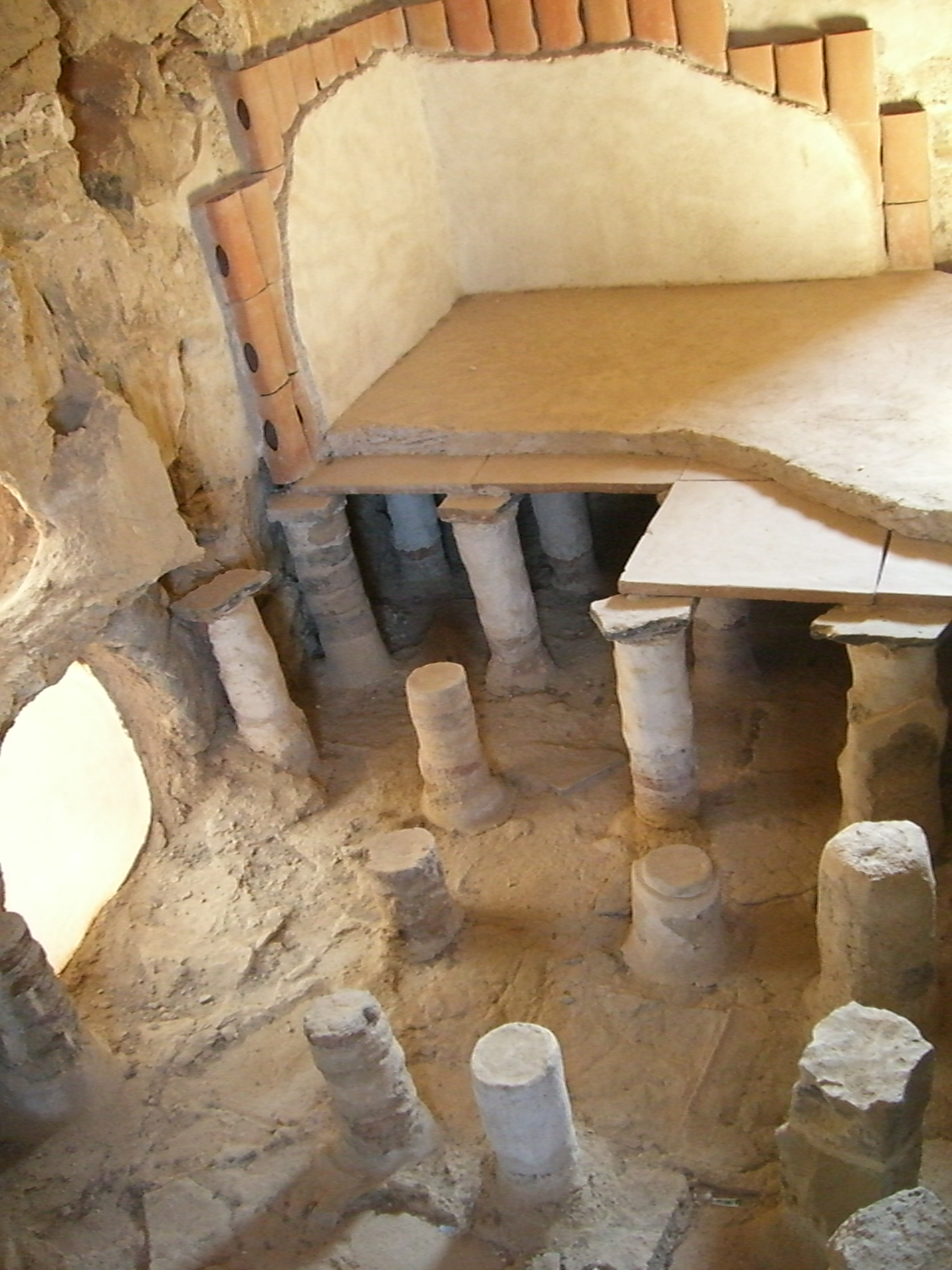
Varmbadhus i Masada
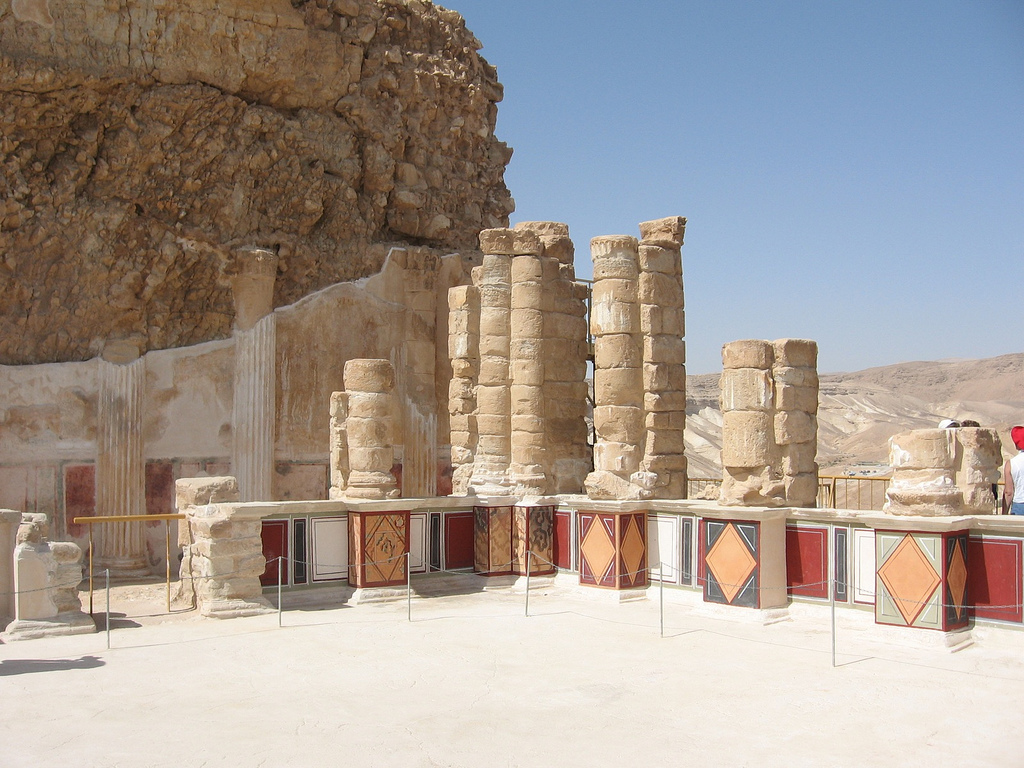
Norra palatset
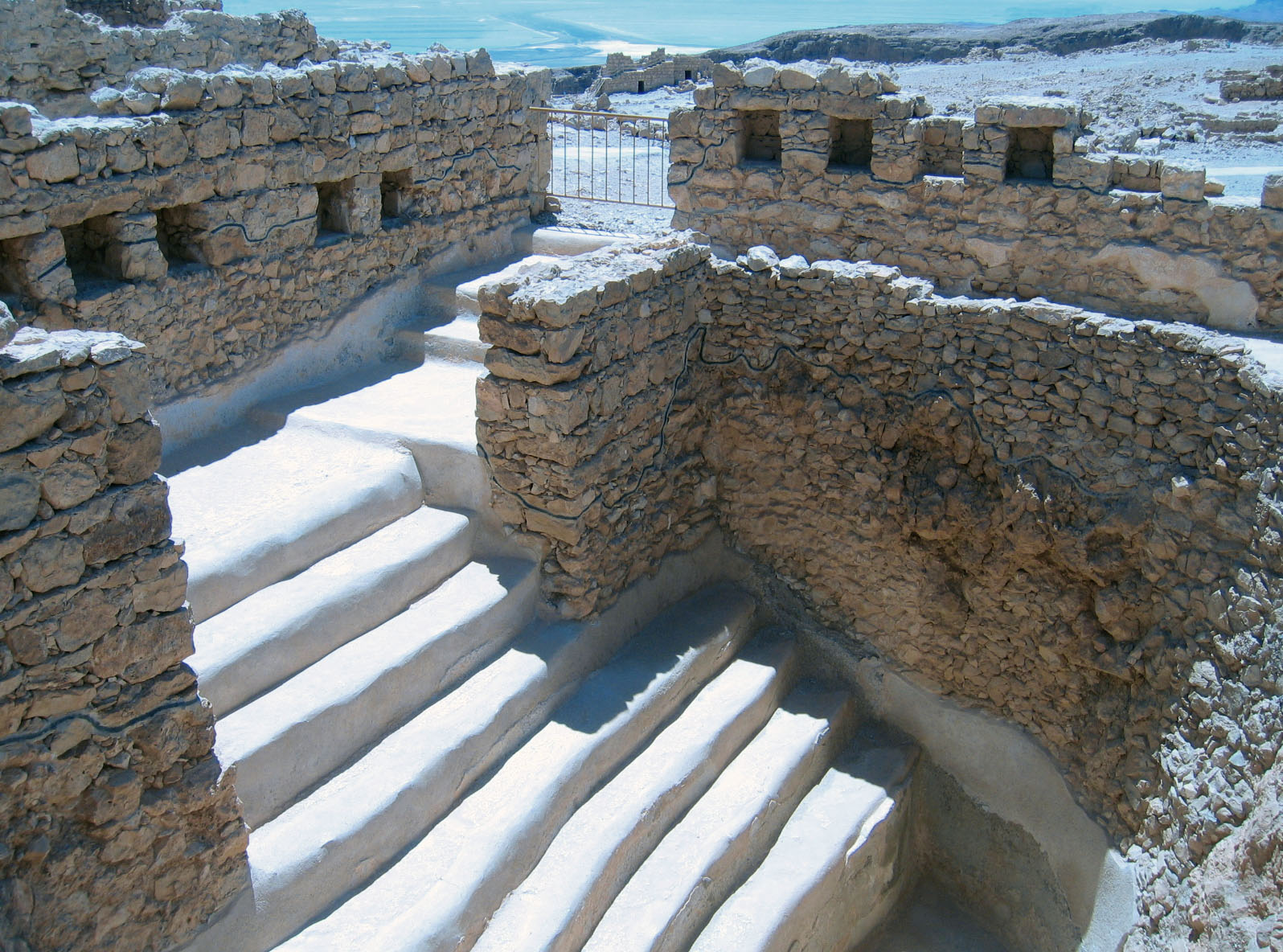
Mikve - rituellt bad.
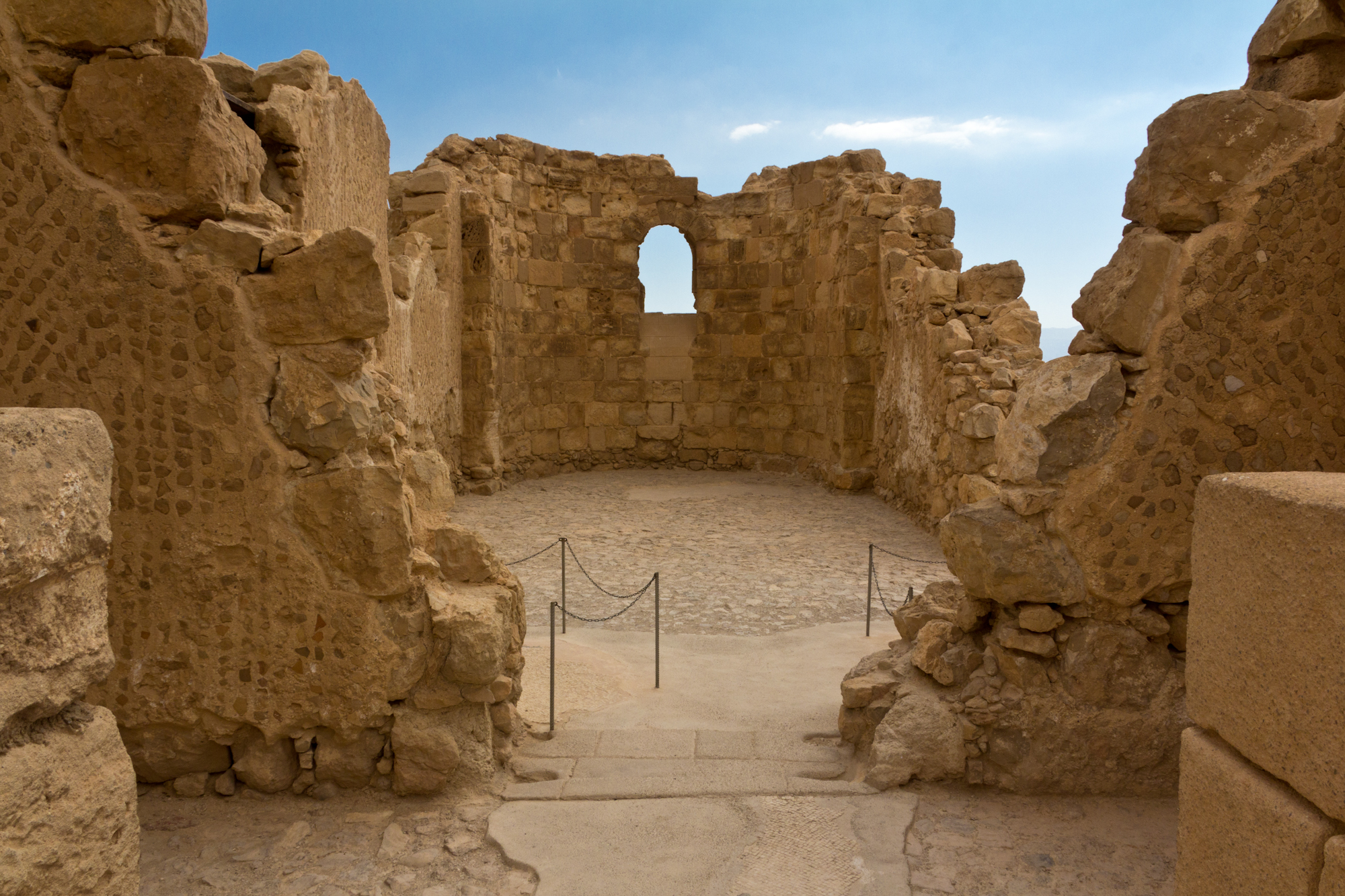
Bysantinsk kyrka
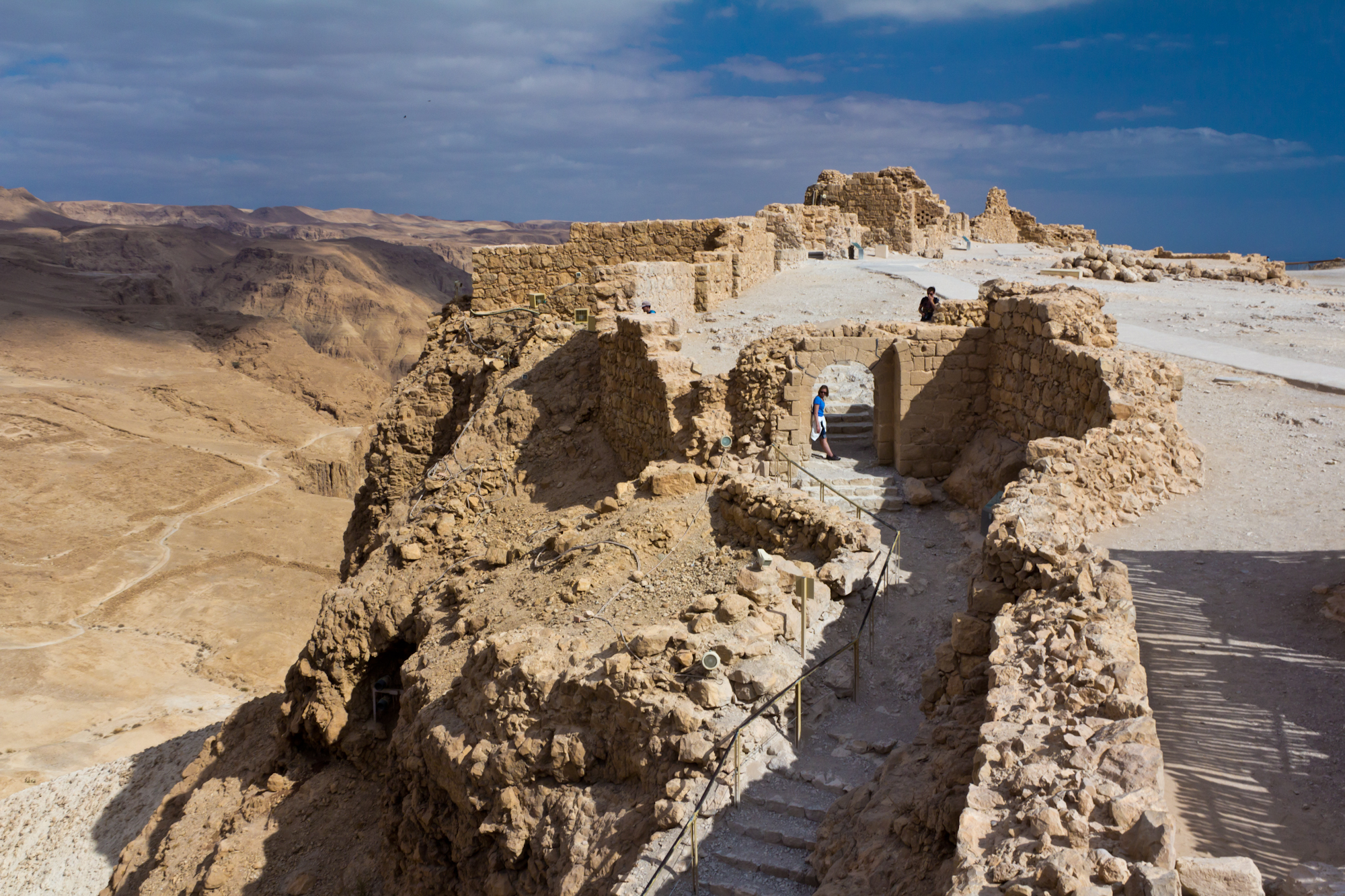
Västra Bysantinska porten
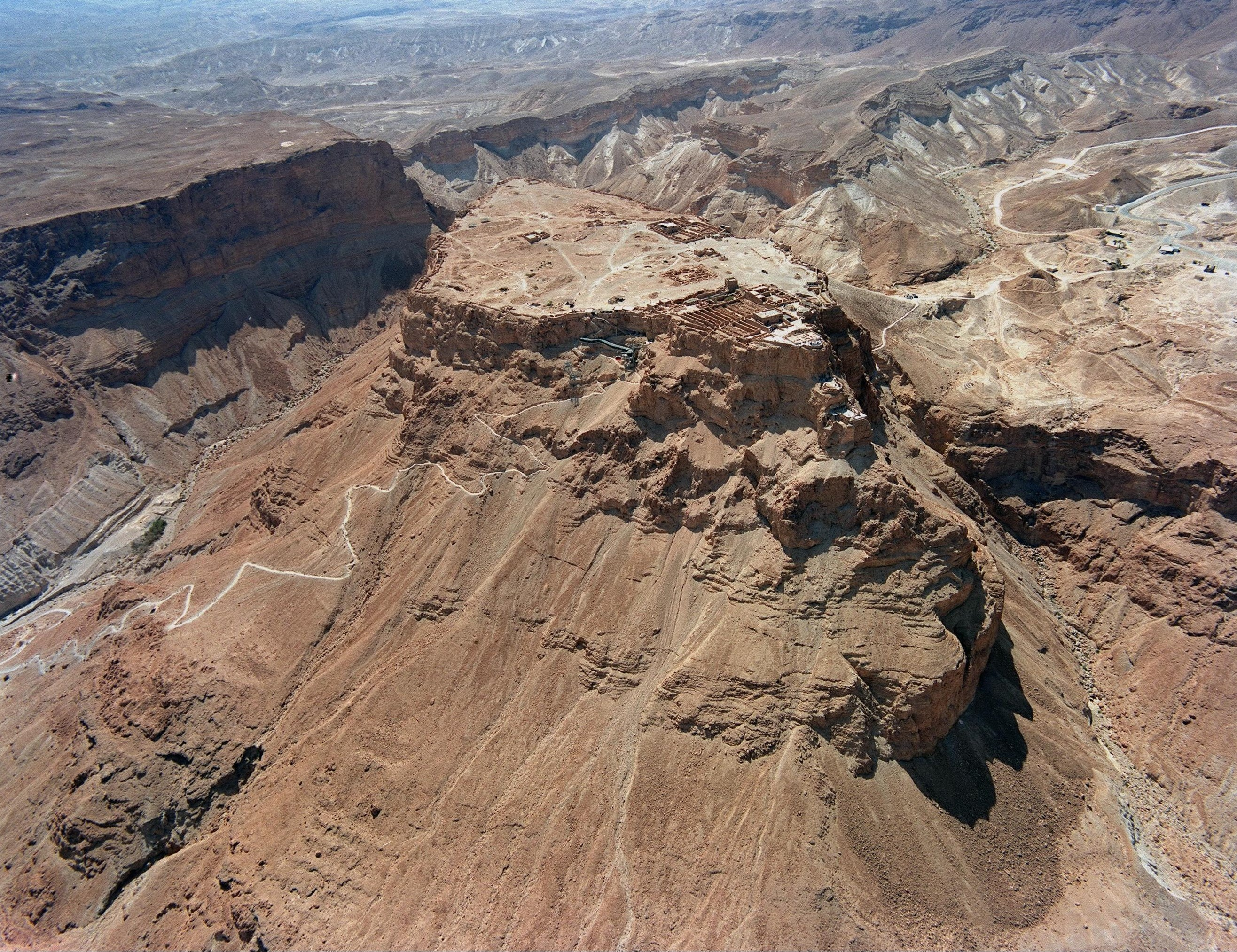
Masada och Ormpassagen
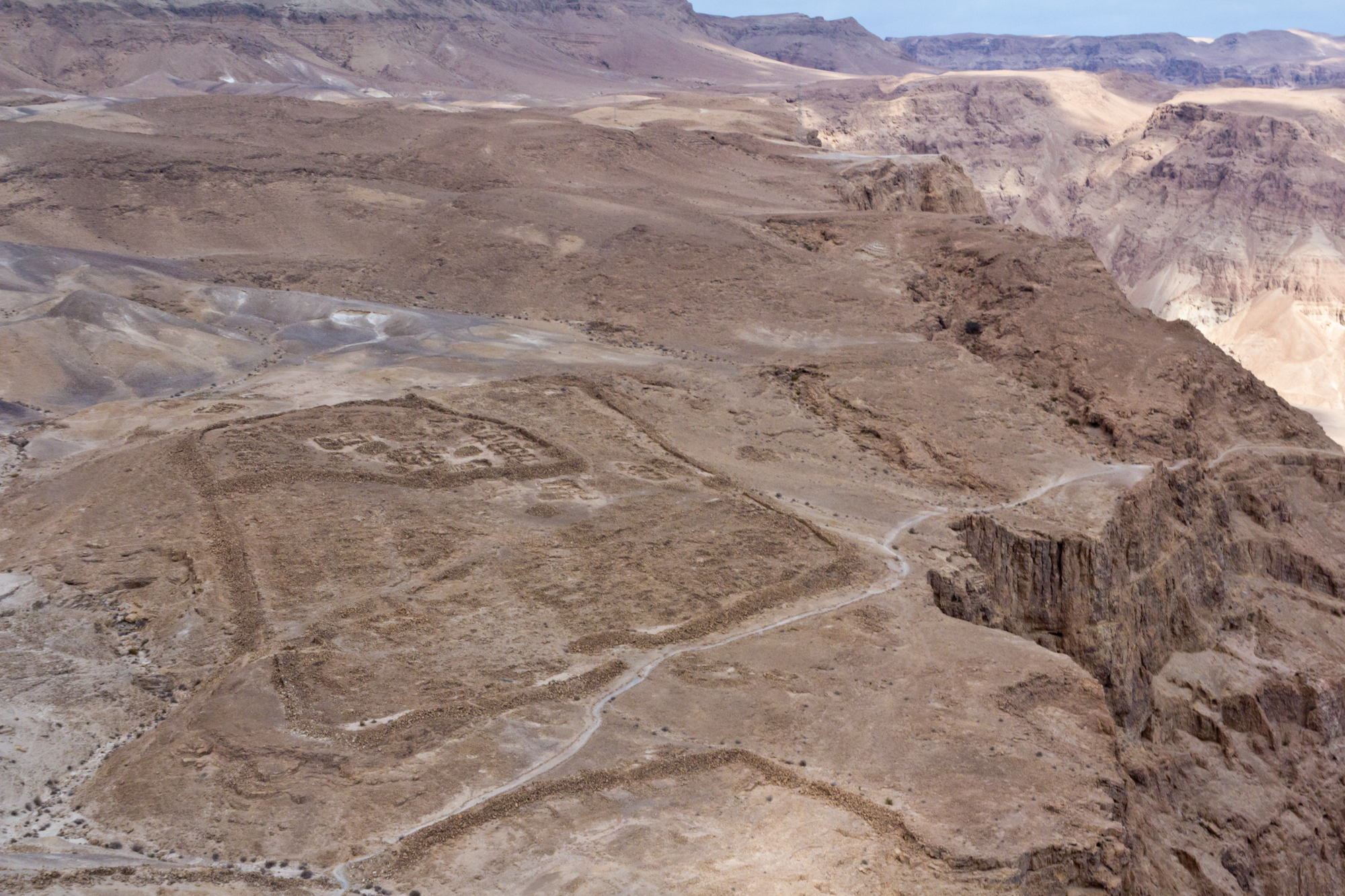
Platsen for det romerska lägret "Camp F"
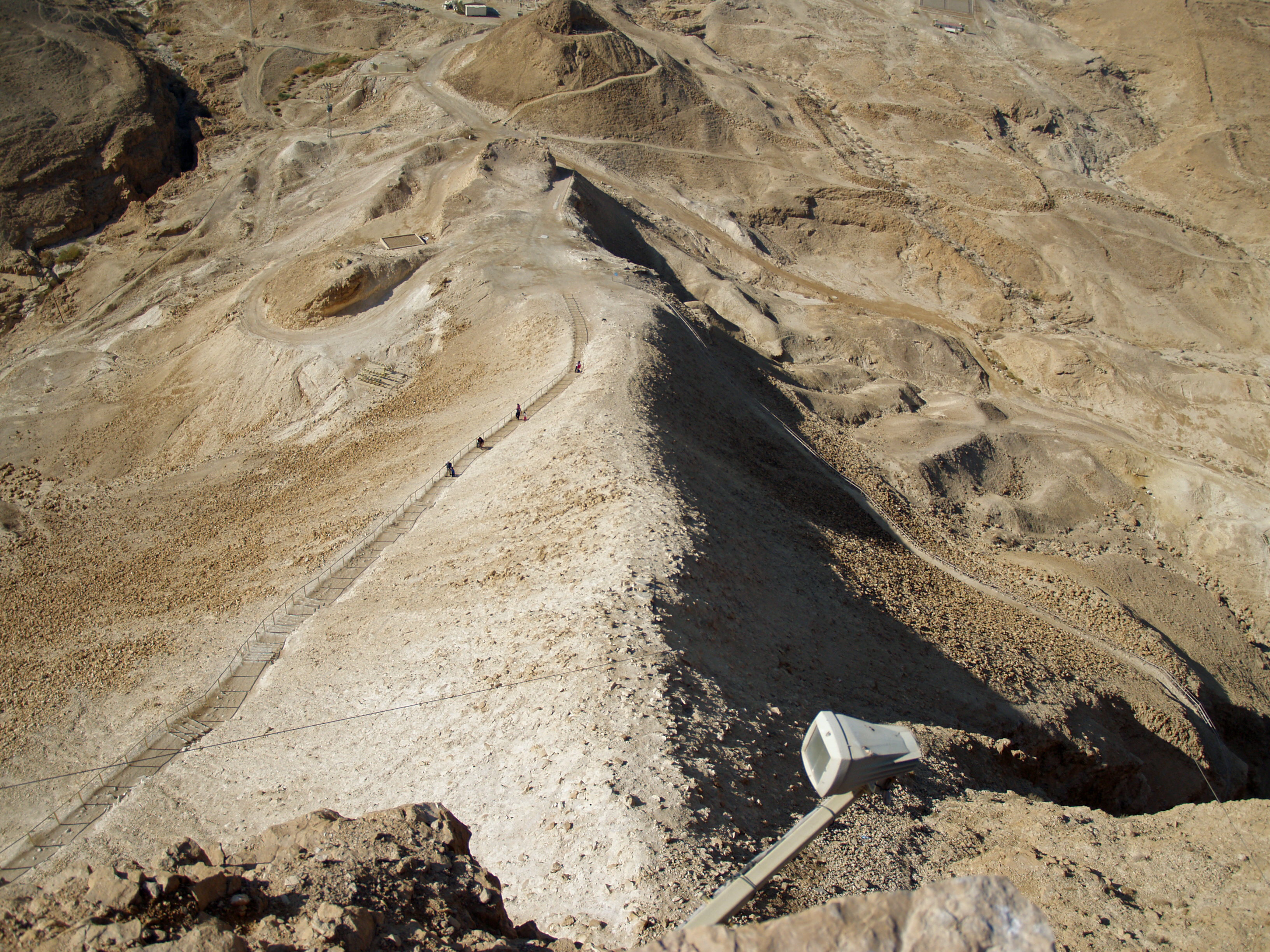
Den romerska rampen sedd uppifrån
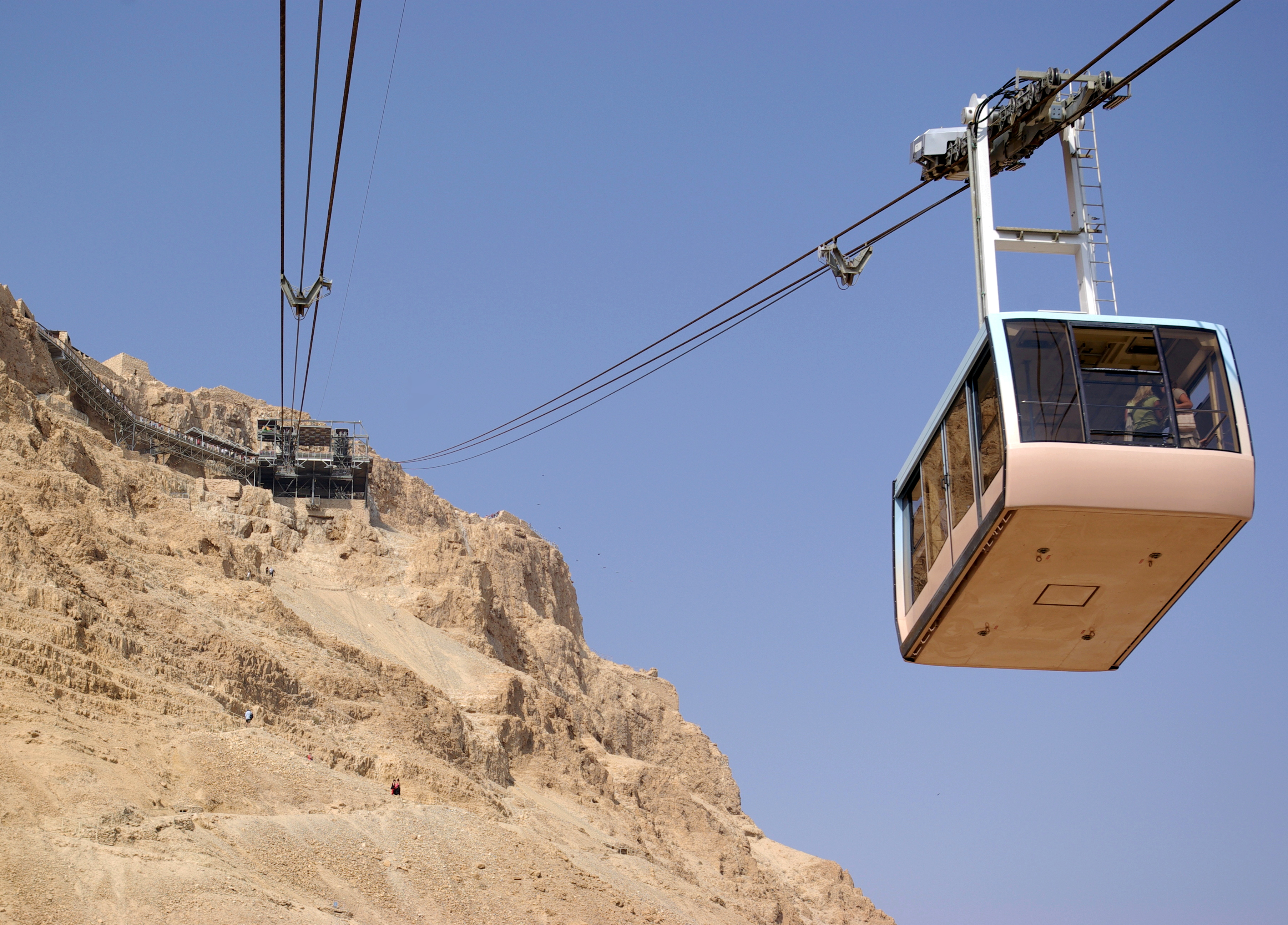
Linbanan upp till Masada